# Хонгконг на Светском првенству у атлетици у дворани 2022.
Хонгконг је петнаести пут учествовао на 18. Светском првенству у атлетици у дворани 2022. одржаном у Београду од 18. до 20. марта. Репрезентацију Хонгконга представљала је 1 атлетичарка која се такмичила у трци на 60 метара препоне.,
На овом првенству такмичарка из Хонгконга није освојила ниједну медаљу али је остварила најбољи резултат сезоне.

## Учесници
Жене:
- Lui Lai Yiu — 60 м препоне

## Резултати

### Жене
| Атлетичарка | Дисциплина   | Лични рекорд | Квалификација | Квалификација | Полуфинале            | Полуфинале            | Финале                | Финале       | Детаљи |
| Атлетичарка | Дисциплина   | Лични рекорд | Резултат      | Место         | Резултат              | Место                 | Резултат              | Место        | Детаљи |
| ----------- | ------------ | ------------ | ------------- | ------------- | --------------------- | --------------------- | --------------------- | ------------ | ------ |
| Lui Lai Yiu | 60 м препоне | 8,41         | 8,45 ЛРС      | 5. у гр. 4    | Није се квалификовала | Није се квалификовала | Није се квалификовала | 40 / 41 (45) |        |